# Пляжный волейбол на пляжных Азиатских играх 2012
Соревнования по пляжному волейболу на 3-х пляжных Азиатских играх прошли 12—18 июня 2012 года в городе Хайяне (Китай) на пляже Фэнсян.

## Медали

### Общий зачёт
| Общее количество медалей |                  |        |         |        |       |
| Место                    | Страна           | Золото | Серебро | Бронза | Всего |
| 1                        | Индонезия        | 1      | 0       | 0      | 1     |
| 1                        | Таиланд          | 1      | 0       | 0      | 1     |
| 4                        | Казахстан        | 0      | 1       | 1      | 2     |
| 4                        | Китай            | 0      | 1       | 0      | 1     |
| 5                        | Китайский Тайбэй | 0      | 0       | 1      | 1     |

### Медалисты
| Дисциплина | Золото                                                 | Серебро                                   | Бронза                                         |
| Мужчины    | Индонезия Аде Чандра Рачмаван Коко Прасетйо Даркунчоро | Казахстан Дмитрий Яковлев Алексей Кулешов | Казахстан Александр Дьяченко Алексей Сидоренко |
| Женщины    | Таиланд Варапатсон Радаронг Танараттха Удомчави        | Китай Ху Аньна Чэнь Чунься                | Китайский Тайбэй Гоу Найхань Чжан Хуэйминь     |

## Мужчины

### Отборочный раунд

#### Группа A
|                                                          |      | Матчи | Матчи | Сеты | Сеты | Сеты  | Очки | Очки | Очки  |
| Команда                                                  | Очки | В     | П     | В    | П    | В:П   | В    | П    | В:П   |
| -------------------------------------------------------- | ---- | ----- | ----- | ---- | ---- | ----- | ---- | ---- | ----- |
| 1. Александр Дьяченко, Алексей Сидоренко (Казахстан)     | 4    | 2     | 0     | 4    | 0    | MAX   | 84   | 34   | 2,471 |
| 2. Вон Чуньвай, Вон Куаньпон (Гонконг)                   | 3    | 1     | 1     | 2    | 2    | 1,000 | 64   | 55   | 1,164 |
| 3. Рустам Бозорбоев, Муродали Худойбердиев (Таджикистан) | 2    | 0     | 2     | 0    | 4    | 0,000 | 25   | 84   | 0,298 |

| Дата    |                                                              | Счёт |                                                              | Сет 1 | Сет 2 | Сет 3 |
| ------- | ------------------------------------------------------------ | ---- | ------------------------------------------------------------ | ----- | ----- | ----- |
| 12 июня | Хуан Цзюньвэй (Вонг Цзёньваи), Хуан Гуаньбан (Вонг Гуньбонг) | 2-0  | Рустам Бозорбоев, Муродали Худойбердиев                      | 21-7  | 21-6  |       |
| 13 июня | Александр Дьяченко, Алексей Сидоренко                        | 2-0  | Рустам Бозорбоев, Муродали Худойбердиев                      | 21-5  | 21-7  |       |
| 14 июня | Александр Дьяченко, Алексей Сидоренко                        | 2-0  | Хуан Цзюньвэй (Вонг Цзёньваи), Хуан Гуаньбан (Вонг Гуньбонг) | 21-9  | 21-13 |       |

#### Группа B
|                                                          |      | Матчи | Матчи | Сеты | Сеты | Сеты  | Очки | Очки | Очки  |
| Команда                                                  | Очки | В     | П     | В    | П    | В:П   | В    | П    | В:П   |
| -------------------------------------------------------- | ---- | ----- | ----- | ---- | ---- | ----- | ---- | ---- | ----- |
| 1. Парвиз Фарохи, Акмохаммад Салак (Иран)                | 4    | 2     | 0     | 4    | 0    | MAX   | 84   | 22   | 3,818 |
| 2. Баярхуу Наранбатар, Мунхсайхан Мягмарсурэн (Монголия) | 3    | 1     | 1     | 2    | 3    | 0,667 | 70   | 94   | 0,745 |
| 3. Насир Ахмад Азизи, Фархад Седеки (Афганистан)         | 2    | 0     | 2     | 1    | 4    | 0,250 | 59   | 97   | 0,608 |

| Дата    |                                            | Счёт |                                            | Сет 1 | Сет 2 | Сет 3 |
| ------- | ------------------------------------------ | ---- | ------------------------------------------ | ----- | ----- | ----- |
| 12 июня | Баярхуу Наранбатар, Мунхсайхан Мягмарсурэн | 2-1  | Насир Ахмад Азизи, Фархад Седеки           | 18-21 | 21-17 | 16-14 |
| 13 июня | Парвиз Фарохи, Акмохаммад Салак            | 2-0  | Насир Ахмад Азизи, Фархад Седеки           | 21-1  | 21-6  |       |
| 14 июня | Парвиз Фарохи, Акмохаммад Салак            | 2-0  | Баярхуу Наранбатар, Мунхсайхан Мягмарсурэн | 21-8  | 21-7  |       |

#### Группа С
|                                                                    |      | Матчи | Матчи | Сеты | Сеты | Сеты  | Очки | Очки | Очки  |
| Команда                                                            | Очки | В     | П     | В    | П    | В:П   | В    | П    | В:П   |
| ------------------------------------------------------------------ | ---- | ----- | ----- | ---- | ---- | ----- | ---- | ---- | ----- |
| 1. Ситтичаи Санкхачот, Пратхип Сукто (Таиланд)                     | 4    | 2     | 0     | 4    | 0    | MAX   | 84   | 38   | 2,211 |
| 2. Цай Вэйцзе (Цхой Ваигит), Чжан Цзяцзюнь (Цзёнг Гацзёнь) (Макао) | 3    | 1     | 1     | 2    | 3    | 0,667 | 74   | 88   | 0,841 |
| 3. Бхарат Бахадур Шах, Чандра Бахадур Кунвар (Непал)               | 2    | 0     | 2     | 1    | 4    | 0,250 | 62   | 94   | 0,660 |

| Дата    |                                           | Счёт |                                                         | Сет 1 | Сет 2 | Сет 3 |
| ------- | ----------------------------------------- | ---- | ------------------------------------------------------- | ----- | ----- | ----- |
| 12 июня | Бхарат Бахадур Шах, Чандра Бахадур Кунвар | 1-2  | Цай Вэйцзе (Цхой Ваигит), Чжан Цзяцзюнь (Цзёнг Гацзёнь) | 17-21 | 21-16 | 8-15  |
| 13 июня | Ситтичаи Санкхачот, Пратхип Сукто         | 2-0  | Цай Вэйцзе (Цхой Ваигит), Чжан Цзяцзюнь (Цзёнг Гацзёнь) | 21-11 | 21-11 |       |
| 14 июня | Ситтичаи Санкхачот, Пратхип Сукто         | 2-0  | Бхарат Бахадур Шах, Чандра Бахадур Кунвар               | 21-8  | 21-8  |       |

#### Группа D
|                                                    |      | Матчи | Матчи | Сеты | Сеты | Сеты  | Очки | Очки | Очки  |
| Команда                                            | Очки | В     | П     | В    | П    | В:П   | В    | П    | В:П   |
| -------------------------------------------------- | ---- | ----- | ----- | ---- | ---- | ----- | ---- | ---- | ----- |
| 1. Кю Чёнг Унг, Рафи Асруки Норлин (Малайзия)      | 4    | 2     | 0     | 4    | 1    | 4,000 | 96   | 60   | 1,600 |
| 2. Халид аль-Аркан, Абдельрахман Тафеш (Палестина) | 3    | 1     | 1     | 3    | 2    | 1,500 | 86   | 79   | 1,089 |
| 3. Талгат Чалмашбеков, Даир Думанаев (Кыргызстан)  | 2    | 0     | 2     | 0    | 4    | 0,000 | 41   | 84   | 0,488 |

| Дата    |                                     | Счёт |                                     | Сет 1 | Сет 2 | Сет 3 |
| ------- | ----------------------------------- | ---- | ----------------------------------- | ----- | ----- | ----- |
| 12 июня | Халид аль-Аркан, Абдельрахман Тафеш | 2-0  | Талгат Чалмашбеков, Даир Думанаев   | 21-13 | 21-12 |       |
| 13 июня | Кю Чёнг Унг, Рафи Асруки Норлин     | 2-0  | Талгат Чалмашбеков, Даир Думанаев   | 21-8  | 21-8  |       |
| 14 июня | Кю Чёнг Унг, Рафи Асруки Норлин     | 2-1  | Халид аль-Аркан, Абдельрахман Тафеш | 21-13 | 18-21 | 15-10 |

#### Группа E
|                                                              |      | Матчи | Матчи | Сеты | Сеты | Сеты  | Очки | Очки | Очки  |
| Команда                                                      | Очки | В     | П     | В    | П    | В:П   | В    | П    | В:П   |
| ------------------------------------------------------------ | ---- | ----- | ----- | ---- | ---- | ----- | ---- | ---- | ----- |
| 1. Аде Чандра Рачмаван, Коко Прасетьо Даркункоро (Индонезия) | 4    | 2     | 0     | 4    | 0    | MAX   | 84   | 42   | 2,000 |
| 2. Али Хабиб Эбрахим, Али Хасан Мархун (Бахрейн)             | 3    | 1     | 1     | 2    | 2    | 1,000 | 66   | 70   | 0,943 |
| 3. Пардес Сафи, Хабибулла Садат (Афганистан)                 | 2    | 0     | 2     | 0    | 4    | 0,000 | 46   | 84   | 0,548 |

| Дата    |                                               | Счёт |                                     | Сет 1 | Сет 2 | Сет 3 |
| ------- | --------------------------------------------- | ---- | ----------------------------------- | ----- | ----- | ----- |
| 12 июня | Али Хабиб Эбрахим, Али Хасан Мархун           | 2-0  | Пардес Сафи, Хабибулла Садат        | 21-13 | 21-15 |       |
| 13 июня | Аде Чандра Рачмаван, Коко Прасетйо Даркунчоро | 2-0  | Пардес Сафи, Хабибулла Садат        | 21-6  | 21-12 |       |
| 14 июня | Аде Чандра Рачмаван, Коко Прасетйо Даркунчоро | 2-0  | Али Хабиб Эбрахим, Али Хасан Мархун | 21-1  | 21-13 |       |

#### Группа F
|                                                 |      | Матчи | Матчи | Сеты | Сеты | Сеты  | Очки | Очки | Очки  |
| Команда                                         | Очки | В     | П     | В    | П    | В:П   | В    | П    | В:П   |
| ----------------------------------------------- | ---- | ----- | ----- | ---- | ---- | ----- | ---- | ---- | ----- |
| 1. Дмитрий Яковлев, Алексей Кулешов (Казахстан) | 4    | 2     | 0     | 4    | 0    | MAX   | 85   | 65   | 1,292 |
| 2. Мохан Путхатхан, Джон Прадип (Индия)         | 3    | 1     | 1     | 2    | 2    | 1,000 | 74   | 73   | 1,014 |
| 3. Моеурнг Ратха, Пхат Сопхеак (Камбоджа)       | 2    | 0     | 2     | 0    | 4    | 0,000 | 64   | 84   | 0,762 |

| Дата    |                                  | Счёт |                              | Сет 1 | Сет 2 | Сет 3 |
| ------- | -------------------------------- | ---- | ---------------------------- | ----- | ----- | ----- |
| 12 июня | Дмитрий Яковлев, Алексей Кулешов | 2-0  | Моеурнг Ратха, Пхат Сопхеак  | 21-15 | 21-18 |       |
| 13 июня | Дмитрий Яковлев, Алексей Кулешов | 2-0  | Мохан Путхатхан, Джон Прадип | 21-15 | 21-17 |       |
| 14 июня | Мохан Путхатхан, Джон Прадип     | 2-0  | Моеурнг Ратха, Пхат Сопхеак  | 21-14 | 21-17 |       |

#### Группа G
|                                                   |      | Матчи | Матчи | Сеты | Сеты | Сеты  | Очки | Очки | Очки  |
| Команда                                           | Очки | В     | П     | В    | П    | В:П   | В    | П    | В:П   |
| ------------------------------------------------- | ---- | ----- | ----- | ---- | ---- | ----- | ---- | ---- | ----- |
| 1. Диан Путра Сантосо, Фахриансьях (Индонезия)    | 4    | 2     | 0     | 4    | 0    | MAX   | 84   | 52   | 1,615 |
| 2. Асанка Прадип Кумара, Малинтха Япа (Шри-Ланка) | 3    | 1     | 1     | 2    | 2    | 1,000 | 73   | 63   | 1,159 |
| 3. Тимур Акмурадов, Мамед Батыров (Туркменистан)  | 2    | 0     | 2     | 0    | 4    | 0,000 | 42   | 84   | 0,500 |

| Дата    |                                    | Счёт |                                    | Сет 1 | Сет 2 | Сет 3 |
| ------- | ---------------------------------- | ---- | ---------------------------------- | ----- | ----- | ----- |
| 12 июня | Асанка Прадип Кумара, Малинтха Япа | 2-0  | Тимур Акмурадов, Мамед Батыров     | 21-9  | 21-12 |       |
| 13 июня | Диан Путра Сантосо, Фахриансьях    | 2-0  | Тимур Акмурадов, Мамед Батыров     | 21-12 | 21-9  |       |
| 14 июня | Диан Путра Сантосо, Фахриансьях    | 2-0  | Асанка Прадип Кумара, Малинтха Япа | 21-18 | 21-13 |       |

#### Группа H
|                                                |      | Матчи | Матчи | Сеты | Сеты | Сеты  | Очки | Очки | Очки  |
| Команда                                        | Очки | В     | П     | В    | П    | В:П   | В    | П    | В:П   |
| ---------------------------------------------- | ---- | ----- | ----- | ---- | ---- | ----- | ---- | ---- | ----- |
| 1. Хайтам аль-Шерейки, Бадар аль-Субхи (Оман)  | 4    | 2     | 0     | 4    | 1    | 4,000 | 96   | 64   | 1,500 |
| 2. Юдзиро Хидака, Ёсиуми Хасэгава (Япония)     | 3    | 1     | 1     | 3    | 2    | 1,500 | 92   | 71   | 1,296 |
| 3. Шейх Шинаб Ахмед, Монир Хоссайн (Бангладеш) | 2    | 0     | 2     | 0    | 4    | 0,000 | 31   | 84   | 0,369 |

| Дата    |                                     | Счёт |                                 | Сет 1 | Сет 2 | Сет 3 |
| ------- | ----------------------------------- | ---- | ------------------------------- | ----- | ----- | ----- |
| 12 июня | Юдзиро Хидака, Ёсиуми Хасэгава      | 2-0  | Шейх Шинаб Ахмед, Монир Хоссайн | 21-9  | 21-8  |       |
| 13 июня | Хайтам аль-Шерейки, Бадар аль-Субхи | 2-0  | Шейх Шинаб Ахмед, Монир Хоссайн | 21-9  | 21-5  |       |
| 14 июня | Хайтам аль-Шерейки, Бадар аль-Субхи | 2-1  | Юдзиро Хидака, Ёсиуми Хасэгава  | 18-21 | 21-17 | 15-12 |

#### Группа I
|                                                |      | Матчи | Матчи | Сеты | Сеты | Сеты  | Очки | Очки | Очки  |
| Команда                                        | Очки | В     | П     | В    | П    | В:П   | В    | П    | В:П   |
| ---------------------------------------------- | ---- | ----- | ----- | ---- | ---- | ----- | ---- | ---- | ----- |
| 1. Ахмед аль-Хусни, Хассан аль-Балуши (Оман)   | 4    | 2     | 0     | 4    | 0    | MAX   | 84   | 57   | 1,474 |
| 2. Абдулла аль-Авлаки, Незар аль-Галал (Йемен) | 3    | 1     | 1     | 2    | 3    | 0,667 | 86   | 92   | 0,935 |
| 3. Санджай Арьял, Бахадур Магар (Непал)        | 2    | 0     | 2     | 1    | 4    | 0,250 | 75   | 96   | 0,781 |

| Дата    |                                    | Счёт |                                     | Сет 1 | Сет 2 | Сет 3 |
| ------- | ---------------------------------- | ---- | ----------------------------------- | ----- | ----- | ----- |
| 12 июня | Санджай Арьял, Бахадур Магар       | 1-2  | Абдулла аль-Авлаки, Незар аль-Галал | 21-18 | 17-21 | 12-15 |
| 13 июня | Ахмед аль-Хусни, Хассан аль-Балуши | 2-0  | Абдулла аль-Авлаки, Незар аль-Галал | 21-19 | 21-13 |       |
| 14 июня | Ахмед аль-Хусни, Хассан аль-Балуши | 2-0  | Санджай Арьял, Бахадур Магар        | 21-6  | 21-19 |       |

#### Группа J
|                                              |      | Матчи | Матчи | Сеты | Сеты | Сеты  | Очки | Очки | Очки  |
| Команда                                      | Очки | В     | П     | В    | П    | В:П   | В    | П    | В:П   |
| -------------------------------------------- | ---- | ----- | ----- | ---- | ---- | ----- | ---- | ---- | ----- |
| 1. Тирапат Поллуянг, Панупонг Тоям (Таиланд) | 4    | 2     | 0     | 4    | 0    | MAX   | 84   | 59   | 1,424 |
| 2. Адиб Махфуд, Ассар Мохаммед (Йемен)       | 3    | 1     | 1     | 2    | 2    | 1,000 | 78   | 78   | 1,000 |
| 3. Таинг Менгхеак, Лим Самат (Камбоджа)      | 2    | 0     | 2     | 0    | 4    | 0,000 | 59   | 84   | 0,702 |

| Дата    |                                 | Счёт |                             | Сет 1 | Сет 2 | Сет 3 |
| ------- | ------------------------------- | ---- | --------------------------- | ----- | ----- | ----- |
| 12 июня | Таинг Менгхеак, Лим Самат       | 0-2  | Адиб Махфуд, Ассар Мохаммед | 19-21 | 17-21 |       |
| 13 июня | Тирапат Поллуянг, Панупонг Тоям | 2-0  | Адиб Махфуд, Ассар Мохаммед | 21-19 | 21-17 |       |
| 14 июня | Тирапат Поллуянг, Панупонг Тоям | 2-0  | Таинг Менгхеак, Лим Самат   | 21-10 | 21-13 |       |

#### Группа K
|                                                |      | Матчи | Матчи | Сеты | Сеты | Сеты  | Очки | Очки | Очки  |
| Команда                                        | Очки | В     | П     | В    | П    | В:П   | В    | П    | В:П   |
| ---------------------------------------------- | ---- | ----- | ----- | ---- | ---- | ----- | ---- | ---- | ----- |
| 1. Бахман Колипури, Сабер Хушманд (Иран)       | 4    | 2     | 0     | 4    | 0    | MAX   | 84   | 51   | 1,647 |
| 2. Квок Винхо, Вон Пуйлам (Гонконг)            | 3    | 1     | 1     | 2    | 2    | 1,000 | 77   | 61   | 1,262 |
| 3. Абдулла аль-Асааф, Абдулвахаб Амир (Кувейт) | 2    | 0     | 2     | 0    | 4    | 0,000 | 35   | 84   | 0,417 |

| Дата    |                                | Счёт |                                    | Сет 1 | Сет 2 | Сет 3 |
| ------- | ------------------------------ | ---- | ---------------------------------- | ----- | ----- | ----- |
| 12 июня | Квок Винхо, Вон Пуйлам         | 2-0  | Абдулла аль-Асааф, Абдулвахаб Амир | 21-6  | 21-13 |       |
| 13 июня | Бахман Колипури, Сабер Хушманд | 2-0  | Абдулла аль-Асааф, Абдулвахаб Амир | 21-8  | 21-8  |       |
| 14 июня | Бахман Колипури, Сабер Хушманд | 2-0  | Квок Винхо, Вон Пуйлам             | 21-18 | 21-17 |       |

#### Группа L
|                                                     |      | Матчи | Матчи | Сеты | Сеты | Сеты  | Очки | Очки | Очки  |
| Команда                                             | Очки | В     | П     | В    | П    | В:П   | В    | П    | В:П   |
| --------------------------------------------------- | ---- | ----- | ----- | ---- | ---- | ----- | ---- | ---- | ----- |
| 1. Хасан Акил Каркор, Хусайн Хасан Мархун (Бахрейн) | 4    | 2     | 0     | 4    | 0    | MAX   | 85   | 59   | 1,441 |
| 2. Лам Ким Чонг, Фам Ань Туан (Вьетнам)             | 3    | 1     | 1     | 2    | 2    | 1,000 | 81   | 74   | 1,095 |
| 3. Ашфаг Адам, Аднан Абдул Хамид (Мальдивы)         | 2    | 0     | 2     | 0    | 4    | 0,000 | 51   | 84   | 0,607 |

| Дата    |                               | Счёт |                                        | Сет 1 | Сет 2 | Сет 3 |
| ------- | ----------------------------- | ---- | -------------------------------------- | ----- | ----- | ----- |
| 12 июня | Ашфаг Адам, Аднан Абдул Хамид | 0-2  | Хасан Акил Каркор, Хусайн Хасан Мархун | 16-21 | 4-21  |       |
| 13 июня | Лам Ким Чонг, Фам Ань Туан    | 0-2  | Хасан Акил Каркор, Хусайн Хасан Мархун | 19-21 | 20-22 |       |
| 14 июня | Лам Ким Чонг, Фам Ань Туан    | 2-0  | Ашфаг Адам, Аднан Абдул Хамид          | 21-8  | 21-12 |       |

#### Группа M
|                                                     |      | Матчи | Матчи | Сеты | Сеты | Сеты  | Очки | Очки | Очки  |
| Команда                                             | Очки | В     | П     | В    | П    | В:П   | В    | П    | В:П   |
| --------------------------------------------------- | ---- | ----- | ----- | ---- | ---- | ----- | ---- | ---- | ----- |
| 1. Пубуду Эканаяка, Сампатх Пейрис (Шри-Ланка)      | 4    | 2     | 0     | 4    | 0    | MAX   | 84   | 48   | 1,750 |
| 2. Дзюнки Хатабэ, Хитоси Мураками (Япония)          | 3    | 1     | 1     | 2    | 2    | 1,000 | 70   | 61   | 1,148 |
| 3. Адриану Коррея, Нарсизу Сантуш (Восточный Тимор) | 2    | 0     | 2     | 0    | 4    | 0,000 | 39   | 84   | 0,464 |

| Дата    |                                 | Счёт |                                | Сет 1 | Сет 2 | Сет 3 |
| ------- | ------------------------------- | ---- | ------------------------------ | ----- | ----- | ----- |
| 12 июня | Адриану Коррея, Нарсизу Сантуш  | 0-2  | Дзюнки Хатабэ, Хитоси Мураками | 11-21 | 8-21  |       |
| 13 июня | Пубуду Эканаяка, Сампатх Пейрис | 2-0  | Дзюнки Хатабэ, Хитоси Мураками | 21-19 | 21-9  |       |
| 14 июня | Пубуду Эканаяка, Сампатх Пейрис | 2-0  | Адриану Коррея, Нарсизу Сантуш | 21-8  | 21-12 |       |

#### Группа N
|                                                                                 |      | Матчи | Матчи | Сеты | Сеты | Сеты  | Очки | Очки | Очки  |
| Команда                                                                         | Очки | В     | П     | В    | П    | В:П   | В    | П    | В:П   |
| ------------------------------------------------------------------------------- | ---- | ----- | ----- | ---- | ---- | ----- | ---- | ---- | ----- |
| 1. Ли Чжосинь, Чжан Лицзэн (Китай)                                              | 4    | 2     | 0     | 4    | 0    | MAX   | 84   | 46   | 1,826 |
| 2. Нарсизу де Жезуш Сантуш Суариш, Гауденсиу Фернандес Шавьер (Восточный Тимор) | 3    | 1     | 1     | 2    | 3    | 0,667 | 76   | 80   | 0,950 |
| 3. Шиуназ Абдул Вахид, Исмаил Сайид (Мальдивы)                                  | 2    | 0     | 2     | 1    | 4    | 0,250 | 62   | 96   | 0,646 |

| Дата    |                                                            | Счёт |                                                            | Сет 1 | Сет 2 | Сет 3 |
| ------- | ---------------------------------------------------------- | ---- | ---------------------------------------------------------- | ----- | ----- | ----- |
| 12 июня | Нарсизу де Жезуш Сантуш Суариш, Гауденсиу Фернандес Шавьер | 0-2  | Ли Чжосинь, Чжан Лицзэн                                    | 11-21 | 11-21 |       |
| 13 июня | Шиуназ Абдул Вахид, Исмаил Сайид                           | 0-2  | Ли Чжосинь, Чжан Лицзэн                                    | 9-21  | 15-21 |       |
| 14 июня | Шиуназ Абдул Вахид, Исмаил Сайид                           | 1-2  | Нарсизу де Жезуш Сантуш Суариш, Гауденсиу Фернандес Шавьер | 21-18 | 8-21  | 9-15  |

#### Группа O
|                                            |      | Матчи | Матчи | Сеты | Сеты | Сеты  | Очки | Очки | Очки  |
| Команда                                    | Очки | В     | П     | В    | П    | В:П   | В    | П    | В:П   |
| ------------------------------------------ | ---- | ----- | ----- | ---- | ---- | ----- | ---- | ---- | ----- |
| 1. Ли Лэй, У Цзясинь (Китай)               | 4    | 2     | 0     | 4    | 0    | MAX   | 84   | 30   | 2,800 |
| 2. Асиф Султан Малик, Махмуд Ассам (Катар) | 3    | 1     | 1     | 2    | 2    | 1,000 | 59   | 66   | 0,894 |
| 3. Лам Локхан, Вон Вайхэй (Макао)          | 2    | 0     | 2     | 0    | 4    | 0,000 | 37   | 84   | 0,440 |

| Дата    |                                 | Счёт |                                                    | Сет 1 | Сет 2 | Сет 3 |
| ------- | ------------------------------- | ---- | -------------------------------------------------- | ----- | ----- | ----- |
| 12 июня | Асиф Султан Малик, Махмуд Ассам | 2-0  | Линь Лэхэн (Лам Локханг), Хуан Вэйси (Вонг Ваихэй) | 21-8  | 21-16 |       |
| 13 июня | Ли Лэй, У Цзясинь               | 2-0  | Линь Лэхэн (Лам Локханг), Хуан Вэйси (Вонг Ваихэй) | 21-7  | 21-6  |       |
| 14 июня | Ли Лэй, У Цзясинь               | 2-0  | Асиф Султан Малик, Махмуд Ассам                    | 21-8  | 21-9  |       |

#### Группа P
|                                                         |      | Матчи | Матчи | Сеты | Сеты | Сеты  | Очки | Очки | Очки  |
| Команда                                                 | Очки | В     | П     | В    | П    | В:П   | В    | П    | В:П   |
| ------------------------------------------------------- | ---- | ----- | ----- | ---- | ---- | ----- | ---- | ---- | ----- |
| 1. Нгуен Тхань Винь, Нгуен Чонг Квок (Вьетнам)          | 6    | 3     | 0     | 6    | 0    | MAX   | 126  | 64   | 1,969 |
| 2. Абдельазиз Халуф, Тамер Абдельрасул (Катар)          | 5    | 2     | 1     | 4    | 2    | 2,000 | 116  | 72   | 1,611 |
| 3. Нургельды Ходжоев, Реджепмурат Кичиев (Туркменистан) | 4    | 1     | 2     | 2    | 4    | 0,500 | 104  | 84   | 1,238 |
| 4. Юсуфхон Ибрагимов, Хотам Маджидов (Таджикистан)      | 3    | 0     | 3     | 0    | 6    | 0,000 | 0    | 126  | 0,000 |

| Дата    |                                     | Счёт |                                       | Сет 1          | Сет 2          | Сет 3          |
| ------- | ----------------------------------- | ---- | ------------------------------------- | -------------- | -------------- | -------------- |
| 12 июня | Нгуен Тхань Винь, Нгуен Чонг Квок   | 2–0  | Нургельды Ходжоев, Реджепмурат Кичиев | 21–14          | 21–18          |                |
| 12 июня | Абдельазиз Халуф, Тамер Абдельрасул | 2–0  | Юсуфхон Ибрагимов, Хотам Маджидов     | автоматическая | автоматическая | автоматическая |
| 13 июня | Нгуен Тхань Винь, Нгуен Чонг Квок   | 2–0  | Юсуфхон Ибрагимов, Хотам Маджидов     | автоматическая | автоматическая | автоматическая |
| 13 июня | Абдельазиз Халуф, Тамер Абдельрасул | 2–0  | Нургельды Ходжоев, Реджепмурат Кичиев | 21–14          | 21–16          |                |
| 14 июня | Нгуен Тхань Винь, Нгуен Чонг Квок   | 2–0  | Абдельазиз Халуф, Тамер Абдельрасул   | 21–16          | 21–16          |                |
| 14 июня | Юсуфхон Ибрагимов, Хотам Маджидов   | 0–2  | Нургельды Ходжоев, Реджепмурат Кичиев | автоматическая | автоматическая | автоматическая |